# Studio Sex
Studio Sex (en inglés: "Annika Bengtzon: Crime Reporter - Studio Sex"), es una película sueca estrenada el 18 de julio del 2012 dirigida por Agneta Fagerström-Olsson.
La película es la tercera entrega de la franquicia de la serie de películas Annika Bengtzon.
Basada en el personaje ficticio de la periodista Annika Bengtzon, protagonista de varias novelas de la escritora sueca Liza Marklund.

## Sinopsis
El cuerpo de una joven mujer es descubierto en un parque público. Cuando la reportera criminal Annika Bengtzon comienza a investigar, pronto termina profundamente y personalmente involucrada cuando descubre que la víctima trabajaba como estrípper en el club "Studio Sex" y había sido asesinada brutalmente.
Las evidencias señalan que el ministro de Finanzas se encontraba en el club la noche del asesinato y pronto un escándalo político se produce, sin embargo a simple vista las cosas no son lo que parecen.

## Personajes

### Personajes principales
| Actor            | Personaje         | Ocupación                                  |
| ---------------- | ----------------- | ------------------------------------------ |
| Malin Crépin     | Annika Bengtzon   | Periodista de Crímenes del "Kvällspressen" |
| Erik Johansson   | Patrik Nilsson    | Reportero de Crímenes del "Kvällspressen"  |
| Leif Andrée      | Spiken            | Director de Noticias del "Kvällspressen"   |
| Björn Kjellman   | Anders Schyman    | Jefe de Redacción del "Kvällspressen"      |
| Kajsa Ernst      | Berit Hamrin      | Periodista de Crímenes del "Kvällspressen" |
| Richard Ulfsäter | Thomas Samuelsson | Esposo de Annika                           |
| Felix Engström   | Q                 | -                                          |

### Personajes secundarios
| Actor                     | Personaje         | Ocupación                         |
| ------------------------- | ----------------- | --------------------------------- |
| Leonard Terfelt           | Christer Lundgren | -                                 |
| Anagil de Melo Nascimento | Marie Lundgren    | -                                 |
| Anders Ahlbom             | -                 | Primer ministro                   |
| Johannes Albin Alfvén     | Joachim           | -                                 |
| Madeleine Martin          | Patricia          | -                                 |
| Anna Azcárate             | Karina Björnlund  | -                                 |
| Andreas Rothlin-Svensson  | Bertil Strand     | -                                 |
| Philip Martin             | Tore Brandt       | -                                 |
| Rasmus Troedsson          | Gäst              | -                                 |
| Alexej Manvelov           | Sandro            | -                                 |
| Christoffer Svensson      | Sven              | -                                 |
| Mats Blomgren             | -                 | Padre de Josephine                |
| Anna-Lena Hemström        | -                 | Madre de Josephine                |
| Oscar Sandberg            | -                 | Hermano de Josephine              |
| Elvira Franzén            | Ellen             | Hija de Annika y Thomas           |
| Edvin Ryding              | Kalle             | Hijo de Annika y Thomas           |
| Nicholas Olsson           | -                 | Encargado de Prensa de la Policía |
| Jimmy Lindström           | -                 | Hombre en el Aeropuerto           |
| Klara Bendz               | -                 | Mujer en el Aeropuerto            |
| Jannike Grut              | -                 | Mujer en los Archivos             |
| Henrik Kvarnlöt           | -                 | Hombre en el Club                 |
| Emelie Rosenqvist         | -                 | Madre en el Parque                |

## Producción
La película fue dirigida por Agneta Fagerström-Olsson, escrita por Antonia Pyk (en el guion) estuvo basada en las novelas de la escritora sueca Liza Marklund.
Fue producida por Jenny Gilbertsson en coproducción con Hans-Wolfgang Jurgan, Lone Korslund y Åsa Sjöberg, contó con los productores ejecutivos Anni Faurbye Fernandez, Jessica Ericstam, Ole Søndberg y Mikael Wallen, y la productora de línea Susanne Tiger.
La música estuvo a cargo de Adam Nordén, mientras que cinematografía estuvo en manos de John Olsson y la edición fue hecha por Elle Furudahl.
La tercera entrega fue estrenada el 18 de julio del 2012 en Suecia y duró 1 hora con 29 minutos.	
Contó con la compañía productora "Yellow Bird" en coproducción con "Degeto Film", "TV4 Nordisk Television" y "Nordisk Film". 
En el 2012 fue distribuida por "Zodiak Rights" alrededor de todo el mundo por DVD, por "Nordisk Film" en DVD en Suecia, por "Katholieke Radio Omroep (KRO)" en televisión y por "Lumière Home Entertainment" en DVD en los Países Bajos. Finalmente en el 2013 fue distribuida por "AXN Crime" a través de la televisión en Hungría.

### Emisión en otros países
| País           | Título                                       | Fecha de Estreno                              |
| -------------- | -------------------------------------------- | --------------------------------------------- |
| Alemania       | Ein Fall für Annika Bengtzon: Studio 6       | 1 de abril de 2013                            |
| Dinamarca      | Hedebølge                                    | -                                             |
| Estados Unidos | Annika Bengtzon: Crime Reporter - Studio Sex | -                                             |
| Hungría        | Annika Bengtzon - A bűn nyomában: Studio Sex | 17 de febrero de 2013 (estreno en televisión) |
| Italia         | Annika: Crime reporter - Studio Sex          | -                                             |
| Países Bajos   | -                                            | 22 de junio de 2012 (estreno en televisión)   |
| Polonia        | Z rubryki kryminalnej: Studio Sex            | -                                             |